# Winnebago Australia

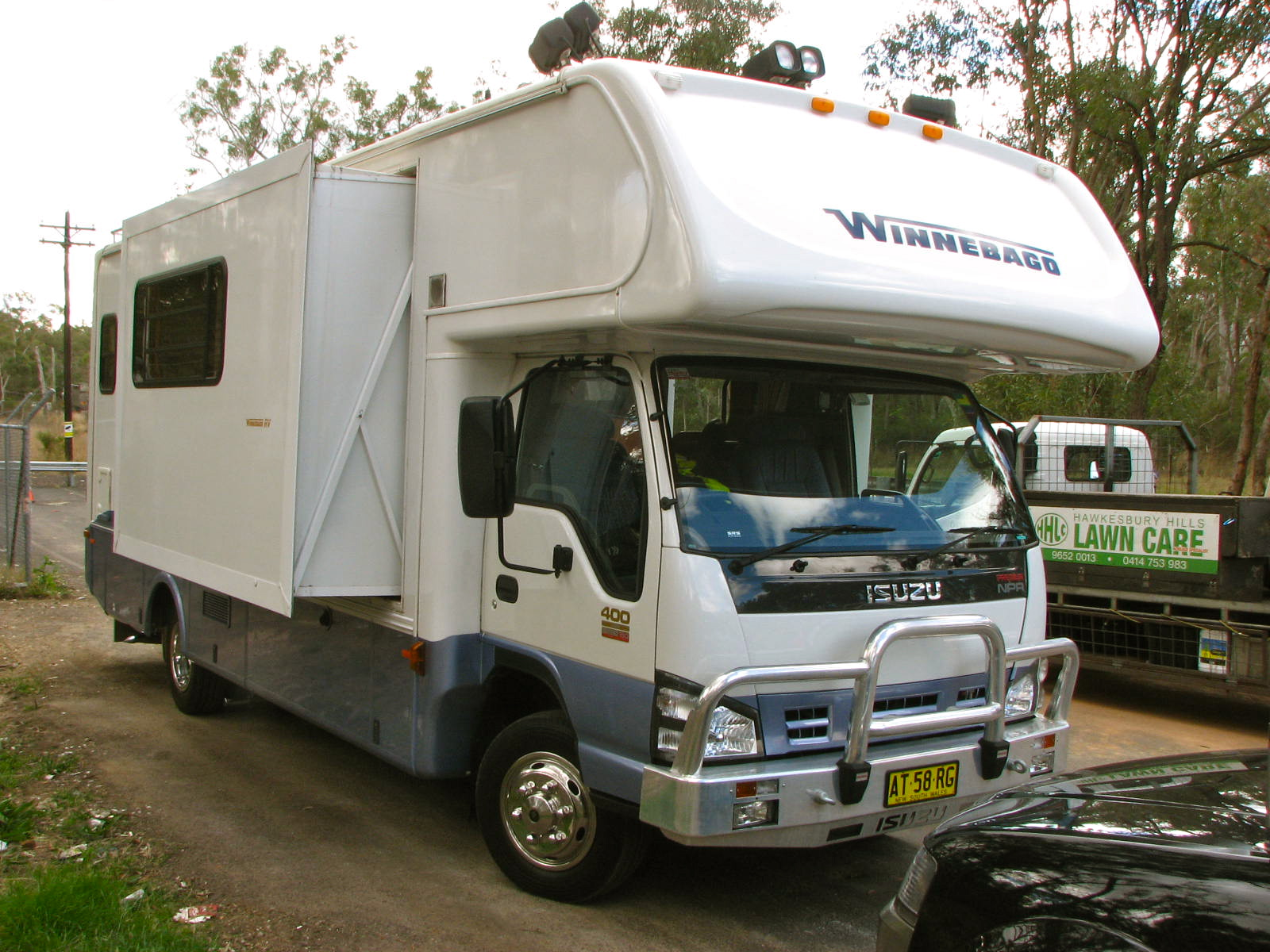
Australisches Winnebago-Wohnmobil auf Isuzu-Basis

Winnebago Australia, ein Unternehmensteil von Apollo Tourism & Leisure Ltd. mit Sitz in Northgate (Queensland), produziert unter dem Namen Winnebago in Australien Wohnmobile und Wohnwagen. Absatzmärkte sind Australien und Neuseeland.
Winnebago Australia steht in keiner unternehmerischen Verbindung mit dem US-amerikanischen Unternehmen Winnebago Industries. Mindestens seit 1982 werden in Australien Wohnmobile unter dem Namen Winnebago produziert, was zu einem Rechtsstreit mit Winnebago Industries führte, das in den USA bereits seit 1966 Wohnmobile der Marke Winnebago herstellt.
Die Produkte von Winnebago Australia unterscheiden sich von den durch Winnebago Industries produzierten Modellen. Die Wohnmobile von Winnebago Australia basieren heute auf den Transportern Iveco Daily und Mercedes-Benz Sprinter (Stand 2022). Auch Wohnmobile auf Basis von Isuzu-, MAN- und Mazda-Nutzfahrzeugen sowie des Fiat Ducato, Ford Transit und VW Crafter hat Winnebago Australia schon produziert.